# Национална библиотека Аустрије
Национална библиотека Аустрије је највећа библиотека у Аустрији. Налази се у Хофбург Палати у Бечу. Библиотека данас обухвата четири музеја као и више специјалних збирки и архива. Сматра се центром информација и истраживања, као и једном од најстаријих библиотека у Европи са преко 11 милиона публикација.

## Историјат
Први корак ка стварању Библиотеке учинио је војвода Албрехт III који је био велики познавалац уметности и сакупљач књига. Тражио је да се разна дела са латинског преведу на немачки језик, а основао је и радионицу минијатура у којој би се рукописи украшавали. Најстарија књига која се данас чува у Библиотеци је управо из његовог периода – из 1368. године.
Први велики корак ка стварању Краљевске библиотеке учинио је Фридрих III (1415—1493). Сакупио је све вредне књиге из Хабзбуршке монархије. Међу њима, најдрагоценији рукопис био је „Венцелова библија“ – први немачки превод Библије. Осим овог превода, могла се наћи и „Златна була“ – препис закона о избору краљева из 1356. године.
Максимилијан I, син Фридриха III, наследио је библиотеку и увећао њен фонд својим делима. Временом је библиотека била обогаћена књигама бургундског, северно-француског и италијанског књижног сликарства. Познато је да је својевремено наредио да се све књиге преброје, а затим да се пренесу у одређену топлу просторију како би се одстранила влага. Књиге су наког тога пренете у дворац Таур.
Године 1504. Конрад Келтис спровео је проширење збирке и тек тада се може говорити о краљевској библиотеци. Библиотека је била уређена по краљевој жељи и носила је назив ,,Biblioteca Regia“. Познато је да је библиотека садржала дела грчких, латинских и егзотичних аутора, велики број научних књига, карте и глобусе.
Године 1575. библиотека је имала 9000 књига и рукописа. Због овако богате збирке, цар Максимилијан II ангажује холандског научника Хуга Блотиуса за првог библиотекара. Хуго Блотиус прави прве пописе фонда и каталоге.
Године 1624. уводи се достављање обавезног примерка од сваке штампане књиге представљене на Франкфуртском пролећном или летњем сајму. Од тада се фонд богатио и на овај начин, а не само куповином књига. У међувремену, 1665. године дошло је до пресељења библиотеке у Тиролу из дворца Амбраса.
Године 1723. краљ Карл VI издаје наређење за изградњу зграде за Библиотеку у барконом стилу. Радови су трајали 7 година; завршена је 1730. године осликавањем фресака. Исцртане фреске углавном представљају световне мотиве и мотиве рата. Саграђена дворана имала је дужину 77,7m, ширину 14,2m и висину 19,6m. Познато је да је била доступна јавности, тачније уваженим посетиоцима и научницима, од 8 до 12 часова.
Од 1777. до 1803. године Библиотека постаје богатија за око 300 рукописа, 3000 штампаних дела и 5000 дипломатских исправа јер у то време долази до распуштања многих манастира па је тако сав фонд пребачен у Библиотеку. Због честог обогаћивања фонда, 1780. године настаје први лисни каталог како би нови материјал могао да се дода у сваком тренутку.
Године 1806. први пут се Краљевска библиотека помиње као Национална библиотека. У то време, у Библиотеци раде и значајни славенски научници међу којима је и оснивач бечке славистике и балканистике - Јернеј Копитар. Захваљујући њима, Аустријска национална библиотека данас има највећу славистичку збирку изван словенског говорног подручја (поседује око 300.000 томова славистике).
Године 1848. као и 1849. широј јавности доступан је сав фонд, представљено је ново продужено радно време и спроведена је нова каталогизација целокупног штампаног фонда. Овај каталог се и данас користи и обухвата фондове од 1501. до 1929. године.
Како су се управници смењивали, тако се и ова Библиотека модернизовала. Захваљујући Вилхелму Ритеру вон Хартелу (1839—1907), уведене су поруџбенице помоћу којих су се књиге на коришћење добијале већ следећег дана. Године 1906. Библитотека је напокон добила прву читаоницу отварањем Аугустинске сале.
Од 1920. године званично се зове „Национална библиотека“, а од 1945. године „Аустријска национална библиотека“.

## Фонд и збирке
Један од главних задатака Аустријске националне библиотеке јесте прикупљање и архивирање свих публикација које се објављују у Аустрији, према томе, морају јој се доставити 4 обавезна примерка. Сматра се да Аустријска национална библиотека данас поседује 10-12 милиона објеката. Поседује и велики број специјалних збирки и музеја (збирка рукописа, аутографа и оставштина, збирка најстаријих штампаних књига, старих и вредних штампаних дела, збирка карата и музеј глобуса, музичка збирка, музеј папируса и збирка папируса, збирка портрета и архив слика, музеј есперанта, збирка летака, плаката и ex librisa и музеј аустријске књижевности).

### Збирка рукописа, аутографа и оставштина
Главни део фонда јесу рукописи из земаља које су припадале Хабзбуршкој монархији. Аустријска национална библиотека поседује више од 16.000 рукописних кодекса из периода пре 1600. године. Овај фонд садржи преко 50.000 свезака. Осим тога, фонд збирке аутографа има преко 270.000 списа. То су писма или белешке тј. документи мањег обима који потичу од познатих личности из света културе и историје.

### Збирка инкунабула, старих и вредних штампаних дела
Ова збирка представљала је до скоро најмлађу и највећу специјалну збирку Аустријске националне библиотеке. Основана је 1995. године и обухвата штампане књиге од XV века до XIX века. Садржи 500.000 књига: инкунабуле (до 1500. године) и штампане књиге од XVI до XIX века, јако вредне и ретке.

### Збирка карата и музеј глобуса
Сакупљање географске литературе и географских карти почело је још у XVI веку. По броју картографских објеката, збирка карата је по величини друга у држави (на првом месту је збирка карата Бечког ратног архива). Карте се након поруџбине могу користити у читаоници, док предмети из Музеја глобуса служе само у репрезентативне сврхе.

### Музичка збирка
Музичка збирка настала је још у Краљевској библиотеци, да би се 1920. године осамосталила и претворила у модерну музичку библиотеку. Данас су на располагању:
- Музички рукописи (око 47.000 међу којима се могу наћи аутографи најпознатијих композитора, од Баха до данашњих аутора, затим хорске књиге (из периода од XV до XVII века), нотни текстови Дворског музичког оркестра и многобројни бечки позоришни и црквени архиви),
- Штампана нотна грађа са око 107.000 записа међу којима је највише дела аустријских композитора,
- Око 8.000 свезака либрета опера и разних вокалних дела,
- Фотограмски архив дела музичара са око 61.000 листова репродукције,
- Музичка литература са око 48.000 свезака, односно, научном литературом о свим музичким правцима,
- Фондови оставштина са око 20.000 предмета,
- Око 1.400 микрофилмова,
- Тонски уређаји (12.000 грамофонских плоча и 4.000 тонских трака).[1]

### Музеј папируса и збирка папируса
Збирка папируса највећа је збирка овакве врсте у свету. Поседује око 180.000 објеката који потичу из Египта. Музеј је основан 1996. године с намером да постане једина институција ове врсте у свету. Претеча ове збирке је, наравно, приватна збирка папируса надвојводе Рајнера (1827—1913). Ова приватна збирка основана је 1883. године, а 1899. поклоњена је цару Фрањи Јосипу, да би касније из руку цара прешла је у руке Дворске библиотеке. До данас фонд је обогаћен са само 5% од укупног броја објеката (95% објеката потиче од надвојводе Рајнера).

### Збирка портрета и архив слика
Збирку портрета данас чини око 500.000 графика и око 115.000 богато илустрованих књига, док архив слика данас поседује око милион фотонегатива и дијапозитива. За ове две збирке направљен су ауторски, уметнички и месни каталози.

### Међународни музеј есперанта
Музеј есперанта је такође у склопу Аустријске националне библиотеке. У почетку, 1927. године, ово је била приватна збирка да би касније као самостална збирка постала део Библиотеке. Има богат фонд од 20.000 библиотечких свезака. 2.000 музејских објеката, 2.000 музејских објеката, 2.000 аутографа и рукописа, 1.100 плаката, 400 носилаца тона, 500 музичких нотних текстова, 40.000 летака и 10.000 новинских исечака.

### Збирка летака, плаката и екслибриса
Збирка летака и плаката обухвата грађу од штампаних листова из XVI века до плаката из XX века. Збирка летака основана је 1912. године при Дворској библиотеци и у почетку је имала око 10.000 једнолисних и дволисних летака, да би се крајем 1993. године фонд збирке летака и плаката повећао и бројао 211.271 објекат. Када је збирка екслибриса у питању, зна се да је ово једна од најважнијих збирки такве врсте у Европи. Већ 1918. године направљен је каталог који је садржао све књиге са екслибрисом. Библиотека данас поседује 42.252 екслибриса. С обзиром да екслибриси постоје још од XIII века, данас је сачувано око 6000 из најранијег периода.

### Музеј аустријске књижевности
Претеча музеја био је Аустријски књижевни архив основан 1989. године. Обухвата књиге, рукописе, писма, цртеже, фотографије и разне фасцинантне предмете из области књижевности. Музеј је званично отворен 2015. године и обухвата период од XVIII века до данас. Од 2015. године јавности је доступно 650 експоната, 200 аутора, 60 мултимедијалних садржаја и биоскопска сала. Представљени су манускрипти, писма, фотографије, лични документи, плакати, тонски и видео снимци и разни предмети аустријских писаца.

## Библиотека данас
Данас се библиотека налази у палати Хофбург, у улици Јосефплац 1 близу Природњачког музеја и Музеја историје уметности. У свету је позната и по чувеној „Prunksaal“ сали у којој се налази статуа Карла VI. Сматра се и архитектонским драгуљом.
Поседује велики број грађе и на српском језику. Има 325 запослених.
Аустријска национална библиотека је тренутно у фази дигитализовања. Будућу дигиталну библиотеку финансира Гугл, а цео процес започет је 2010. године. У плану је да се дигитализује 600.000 грађе и то не само на немачком језику, већ и на мађарском, чешком, пољском, француском, италијанском и латинском језику. Од 1994. године у аустријској библиотечкој електронској мрежи постоји „виртуелна библиотека“.
Према подацима из 1995. године, поседује 6 читаоница и годишње прими око 400.000 посетилаца, од којих су већина студенти (око 2/3).